# Mizuko-kuyō
Mizuko-kuyō, mizugo-kuyō (jap. 水子供養; rytuały czczące pamięć martwych niemowląt i abortowanych płodów) – (1) mizuko → martwy lub poroniony płód (dosł.: wodne dzieci); (2) kuyō → różnego rodzaju obrzędy, rytuały w Japonii przed posągiem Buddy, Jizō, przy grobie zmarłego lub w domu, polegające na składaniu materialnych lub niematerialnych (duchowych, moralnych, np. czytanie sutr) ofiar oraz próśb o boską ochronę i szczęście w następnym świecie.
Buddyzm stanowczo potępia aborcję, którą uważa za jednoznaczną z zabójstwem człowieka, jednak w Japonii i sąsiednich krajach Azji aborcja i dzieciobójstwo były historycznie dosyć powszechnym zjawiskiem, często wynikającym z ubóstwa. Od lat 70. XX wieku obserwuje się w Japonii wzrost popularności mizuko-kuyō. Powstały nawet specjalne świątynie (np. Shiun-zan Jizō-ji), które zajmują się tylko takimi rytuałami. Przyczyny tego są niejasne, ponieważ liczba aborcji i przypadków śmierci prenatalnej ciągle maleje w Japonii. Być może powodem jest rosnąca wrażliwość społeczna na te kwestie.
Buddyzm głosi, że bosatsu Jizō takie nienarodzone dzieci (które nie widziały matki) może pocieszyć i umożliwić im ponowne narodziny. Z tych powodów istnieją obrzędy mizuko-kuyō oraz popularny kult Jizō.

## Galeria

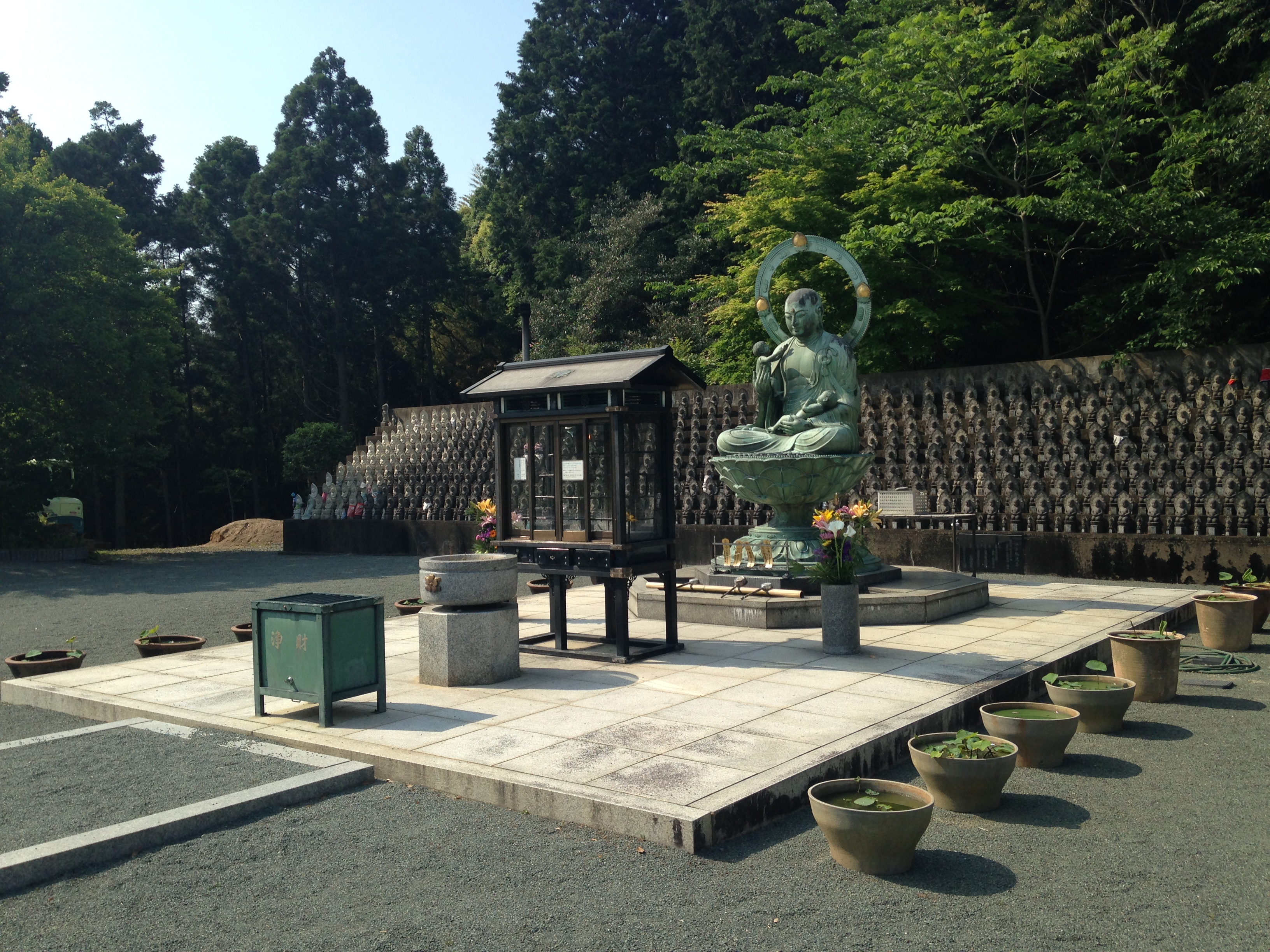
Mizuko-Jizōson w świątyni Chinkoku-ji (Kiusiu)
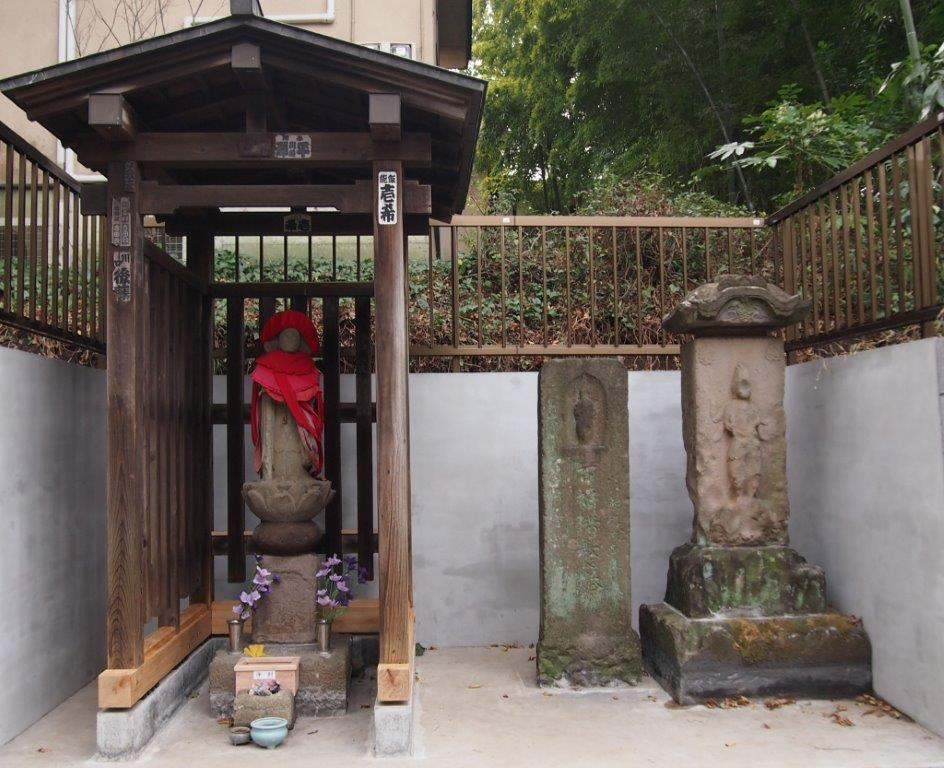
Jizō i „wieża pamięci” (kuyō-tō) po prawej
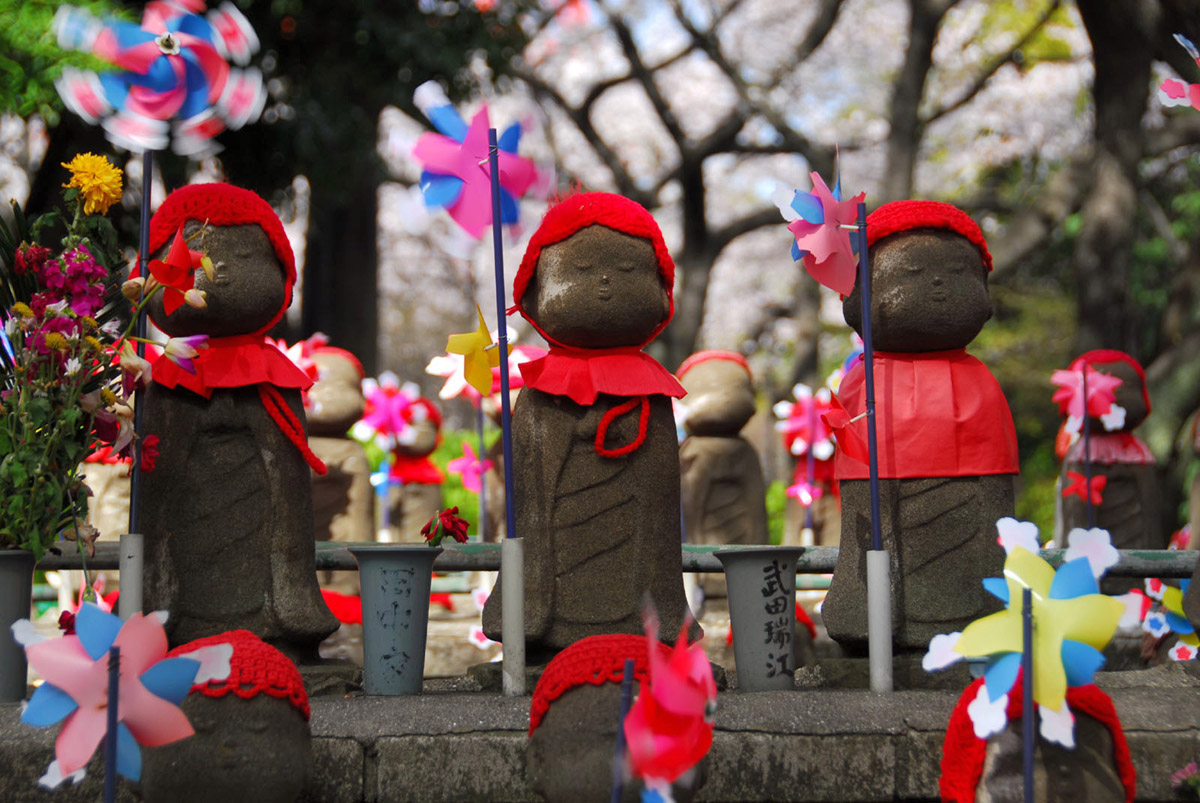
Ozdobione przez rodziców posążki Jizō w świątyni Zōjō-ji w Tokio
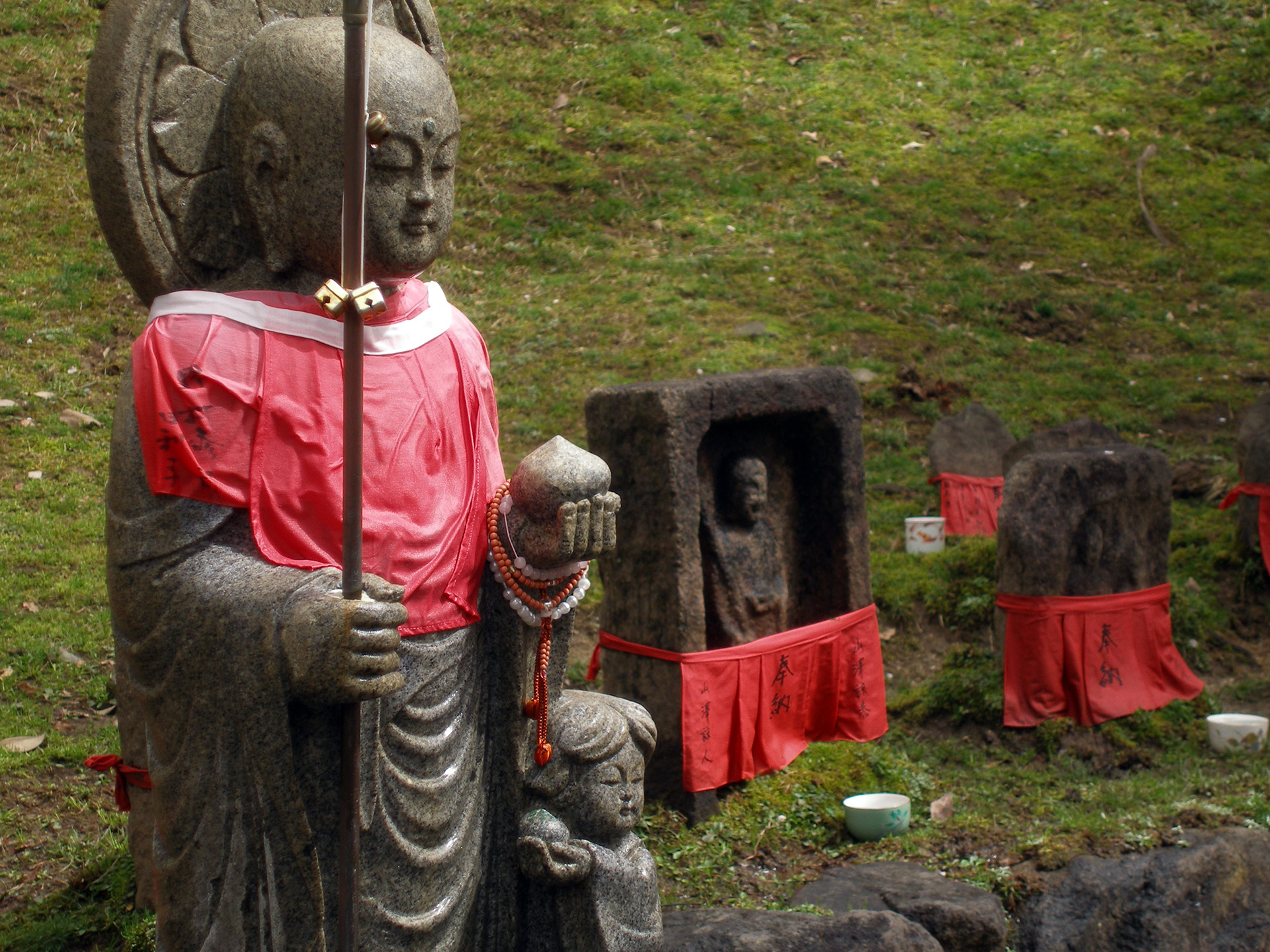
Mizuko-Jizō